# Cereus
Cereus Mill. è un genere di piante succulente arborescenti della famiglia delle Cactaceae diffuso nei Caraibi e in Sud America.

## Descrizione
Comprende specie di forma cilindrico-colonnare, che possono raggiungere altezze davvero ragguardevoli, fino a 12 m. Presentano diverse areole lungo le costolature, con una maggiore concentrazione all'apice..
Produce dei fiori candidi, da cui spuntano lunghi stami gialli. I frutti  sono commestibili.

## Distribuzione e habitat
Originario dei Caraibi e del Sud America il genere si è naturalizzato in diversi paesi dell'Europa, dell'Africa australe e dell'Asia tropicale.

## Tassonomia
Il genere comprende le seguenti specie:
- Cereus aethiops Haw.
- Cereus bicolor Rizzini & A.Mattos
- Cereus fernambucensis Lem.
- Cereus forbesii C.F.Först.
- Cereus fricii Backeb.
- Cereus hexagonus (L.) Mill.
- Cereus hildmannianus K.Schum.
- Cereus horrispinus Backeb.
- Cereus insularis Hemsl.
- Cereus jamacaru DC.
- Cereus lamprospermus K.Schum.
- Cereus lanosus (F.Ritter) P.J.Braun
- Cereus lepidotus Salm-Dyck
- Cereus mortensenii (Croizat) D.R.Hunt & N.P.Taylor
- Cereus pachyrrhizus K.Schum.
- Cereus paxtonianus Monv. ex Salm-Dyck
- Cereus phatnospermus K.Schum.
- Cereus pierre-braunianus Esteves
- Cereus repandus (L.) Mill.
- Cereus saddianus (Rizzini & A.Mattos) P.J.Braun
- Cereus spegazzinii F.A.C.Weber
- Cereus stenogonus K.Schum.
- Cereus trigonodendron K.Schum. ex Vaupel
- Cereus vargasianus Cárdenas
- Cereus yungasensis A.Fuentes & Quispe